# مائورو دا دالتو
مائورو دا دالتو (ایتالیایی: Mauro Da Dalto؛ زادهٔ ۸ آوریل ۱۹۸۱) دوچرخه‌سوار اهل ایتالیا است. وی در مسابقات تور دو فرانس و جیرو دیتالیا شرکت کرده است.